# مسابقات جهانی ژیمناستیک ریتمیک ۱۹۹۸
مسابقات جهانی ژیمناستیک ریتمیک ۱۹۹۸ بیست و دومین دوره مسابقات جهانی ژیمناستیک ریتمیک است که در سویا، اسپانیا از ۶ تا ۱۰ مه ۱۹۹۸ میلادی برگزار شده است.

## جدول مدال‌ها
| رتبه  | کشور    | طلا | نقره | برنز | مجموع |
| 1     | بلاروس  | ۱   | ۲    | -    | ۳     |
| 2     | اسپانیا | ۱   | ۱    | -    | ۲     |
| 3     | روسیه   | ۱   | -    | ۱    | ۲     |
| 4     | اوکراین | -   | -    | ۲    | ۲     |
| مجموع | مجموع   | 3   | ۳    | ۳    | ۹     |